# Hauptstrasse 371
Die Hauptstrasse 371 ist eine Hauptstrasse im Schweizer Strassennetz. Sie verbindet die Hauptstrasse 2 bei Oberarth mit der Hauptstrasse 8 in Sattel SZ.

## Verlauf
Die im späten 19. Jahrhundert gebaute Verbindungsstrasse beginnt im Ortszentrum von Oberarth in der Gemeinde Arth auf 453 m ü. M. Sie überquert die Rigiaa und steigt mit dem Namen Bergstrasse durch das Siedlungsgebiet in östlicher Richtung auf die Landschaftsterrasse von Bischofshusen, einem Quartier von Goldau. Dabei unterquert sie die Bahnstrecke Zug–Arth-Goldau der Gotthardbahn, führt jedoch nicht direkt am Bahnhof Arth-Goldau vorbei. Der Bahnhof ist von Bischofshusen aus über die Parkstrasse erreichbar.
Im Trümmergebiet des Goldauer Bergsturzes führt die Hauptstrasse am Natur- und Tierpark Goldau vorbei und durchquert dabei den breiten Grüntunnel, der 2005 für die Erweiterung dieses Landschaftsparks gebaut wurde.
Als Steinerbergstrasse durchquert sie einen weiteren Bereich des Bergsturzgebiets, wo auf der rechten Seite auf 521 m ü. M. die Steinerstrasse (Hauptstrasse 369) von ihr abzweigt. Die Hauptstrasse steigt weiter in östlicher Richtung am Abhang des Rossbergs hinauf. Sie überquert mehrere Bachgräben und führt durch die Ortschaft Steinerberg. Danach erreicht sie als Sattelstrasse das Gemeindegebiet von Steinen und später jenes von Sattel. Dort liegt die Fahrbahn nahe am Trassee der Bahnstrecke Biberbrugg–Arth-Goldau, welches sie bei Brüggli mit einem Niveauübergang quert, und über dem tiefen Graben der Steiner Aa.
In der Nähe des Bahnhofs Sattel-Aegeri trifft die Strasse auf die Hauptstrasse 381, die von Zug und Oberägeri her kommt, und unmittelbar danach am Südrand des Dorfes Sattel mit einem kreuzungsfreien Verbindungsbauwerk auf die Schlagstrasse (Hauptstrasse 8, 780 m ü. M.).

## Verkehr
Auf dem Abschnitt von Arth bis Goldau verkehren die Buslinien 501 und 502 der Auto AG Schwyz. Die Linie 523 benützt die Strasse vom Bahnhof Arth-Goldau aus bis nach Sattel.
In Oberarth benützen die nationalen Velorouten 51 und 77 die Fahrbahn der Hauptstrasse auf einer kurzen Strecke. Die Mountainbikeroute 964 Spitzibüel Tour benützt die Strasse in Goldau.